# Bert Sjölander
Bert Erik Svante Sjölander, född 7 oktober 1930, är en före detta svensk idrottsman (långdistanslöpare). Han tävlade för Timrå AIF.
Sjölander vann SM-guld på 5 000 meter år 1955.